# Landelijk Fietsplatform
Het Landelijk Fietsplatform is een samenwerkingsverband in Nederland om het recreatieve fietsen te bevorderen. De organisatie werd in de jaren 80 van de twintigste eeuw opgericht en ontwikkelde toen een netwerk van beschreven fietsroutes die in twee basismappen werden uitgegeven. Ook stond het voornemen erin vermeld om de routes te gaan bewegwijzeren. De routes in deze basismap werden LF-routes genoemd. LF stond voor Lange Afstandsfietsroutes. Later werd de betekenis veranderd in Landelijke Fietsroute. Omdat veel recreatieve fietsers gebruik zijn gaan maken van het fietsknooppuntensysteem wordt het aantal LF-routes verminderd en wordt er een aantal vervangen door vernieuwde LF-routes.
Het Fietsplatform geeft ook de fietsideeënkaart uit.

## Landelijke Fietsroute
De eerste LF-route die bewegwijzerd werd was de LF 1, De Noordzeeroute. Deze route liep toen van Den Helder naar de Vlaams-Franse grens bij Oostkappel (Oost-Cappel). Het bijbehorende routeboekje verscheen in 1989. De bewegwijzering was door de ANWB tot stand gebracht. Die was heel divers: aparte wegwijzers aan ANWB fietswegwijzers, dan waren er kleine bordjes maar ook werden op de onderste rand van de ANWB-Paddenstoelen pijlen aangebracht met het nummer van de LF-route. De route was in twee richtingen bewegwijzerd: van Den Helder naar Frankrijk heette de route LF 1a en van Frankrijk naar Den Helder LF 1b.
De volgende route was de LF 4, De Midden-Nederlandroute, die liep van Den Haag naar Enschede met een aftakking naar Zwilbrock. Daar was een vervolg op de route in Duitsland naar Höxter aan de Wezer als R1. 
Vanaf die tijd breidde het aantal bewegwijzerde routes gestaag uit. Er werd ook een Ronde van Nederland-gids uitgegeven waarmee men aan de hand van de bewegwijzerde routes Nederland rond kon fietsen. De bewegwijzering op paddenstoelen werd in latere routes niet meer toegepast, omdat die vaak over het hoofd werd gezien.
De basisgidsen werden ook vernieuwd. Het formaat van de gidsen veranderde en  de beschreven routes werden vaak ingrijpend aangepast. Die aanpassingen hielden in dat de nummering veranderde, routes verdwenen en dat er nieuwe werden toegevoegd.
Een aantal bewegwijzerde routes werd na verloop van tijd vernieuwd en aangepast. De LF1 werd verlengd tot aan Boulogne-sur-Mer. Rond 2002 verscheen er voor de derde keer een nieuwe routegids van de LF 1. Dit keer betrof het een gedeelte van deze route en de hele LF 10 die nu deel uitmaakten van een internationale ronde rond de Noordzee: de North Sea Cycle Route van 6000 kilometer lang.
Het Landelijk fietsplatform heeft ook de totstandkoming van de Zuiderzeeroute gecoördineerd. De Zuiderzeeroute is een fietsroute die rond en door het gebied van de voormalige Zuiderzee loopt. Deze route is, in tegenstelling tot de LF-routes, in één richting bewegwijzerd (in Noord-Holland naar het noorden en door Friesland Overijssel en Gelderland naar het zuiden). De route kwam in 1996 gereed. 

## Icoonroutes
Vanaf 2019 wordt een deel van de LF-routes geüpgraded. Dit hield een sanering in van een deel van de LF-routes.  
De routes die nu zijn gerealiseerd zijn: 
- LF Maasroute
- LF Zuiderzeeroute
- LF Kustroute
- LF Waterlinieroute[1]

De focus komt te liggen op een beperkt aantal unieke LF-routes. Dit zijn nationale routes met een duidelijk thema, die aantrekkelijk zijn voor vakantiefietsers, ook internationaal.

## Organisaties die samenwerken in het landelijke Fietsplatform
De volgende organisaties werken samen in het Landelijk Fietsplatform:
- De ANWB
- De Fietsersbond
- Nederlandse Toer Fiets Unie (NTFU)